# Donauwörth
Donauwörth is een stad (Große Kreisstadt) in de Duitse deelstaat Beieren. Het is de Kreisstadt van de Landkreis Donau-Ries. Donauwörth ligt aan de Donau, de Wörnitz komt in Donauwörth in de Donau uit. Het centrum van Donauwörth is de Reichsstraße die naar beneden naar de Donau leidt, met veel grote Middeleeuwse en Renaissance koopmanshuizen. Donauwörth ligt aan de Romantische Straße, een bekende toeristische route door Beieren.
In het begin van de 17e eeuw vond er het Donauwörth-incident plaats, een reeks gebeurtenissen die leidde tot versterkte tegenstellingen tussen katholieken en protestanten in het Heilige Roomse Rijk en indirect tot het uitbreken van de Dertigjarige Oorlog.

## Gemeente
Behalve een stad is Donauwörth ook een gemeente. Plaatsen in Donauwörth zijn Auchsesheim, Berg, Donauwörth, Felsheim, Nordheim, Parkstadt, Riedlingen, Schäfstall, Wörnitzstein, Zirgesheim en Zusum.

## Bezienswaardigheden
In Donauwörth bevindt zich een voormalig kapucijnenklooster waar twee musea in gevestigd zijn. Het Werner-Egk-Begegnungsstätte herinnert met museumstukken en muziek aan de componist Werner Egk (1901-1983). Daarnaast is er het Käthe-Kruse-Puppen-Museum gevestigd.
Alerheim ·
Amerdingen ·
Asbach-Bäumenheim ·
Auhausen ·
Buchdorf ·
Daiting ·
Deiningen ·
Donauwörth ·
Ederheim ·
Ehingen am Ries ·
Forheim ·
Fremdingen ·
Fünfstetten ·
Genderkingen ·
Hainsfarth ·
Harburg ·
Hohenaltheim ·
Holzheim ·
Huisheim ·
Kaisheim ·
Maihingen ·
Marktoffingen ·
Marxheim ·
Megesheim ·
Mertingen ·
Mönchsdeggingen ·
Monheim ·
Möttingen ·
Munningen ·
Münster ·
Niederschönenfeld ·
Nördlingen ·
Oberndorf am Lech ·
Oettingen in Bayern ·
Otting ·
Rain ·
Reimlingen ·
Rögling ·
Tagmersheim ·
Tapfheim ·
Wallerstein ·
Wechingen ·
Wemding ·
Wolferstadt